# Oliver Tärnström
Oliver Tärnström, född 30 augusti 2002 i Stockholm, är en svensk professionell ishockeyspelare som just nu spelar för AIK i Hockeyallsvenskan.
Han är son till ishockeyspelaren Dick Tärnström.

## Extern länk
- Presentation och statistik för Oliver Tärnström som spelare  på Elite Prospects.